# Lil' Cease
James Lloyd (Brooklyn, 20 de agosto de 1977), mais conhecido pelo seu nome artístico Lil' Cease, é um rapper, compositor e produtor norte-americano, integrante do grupo Junior M.A.F.I.A. e primo do rapper The Notorious B.I.G
Cease lançou seu primeiro álbum, Conspiracy, com a Junior M.A.F.I.A. em 1995, e ganhou atenção da mídia com a música "Player's Anthem". Cease também ganhou destaque com a participação na trilha sonora lançada para o filme de comédia de 1997 "Como ser um jogador" ao lado de LeVert, Cam'ron e o colega de bairro, o rapper Mase. Ele também é conhecido por fazer participação na música Crush on You do álbum Hard Core de Lil' Kim.
Depois de fazer participações em álbuns de outros artistas, Cease lançou seu primeiro e único álbum de estúdio The Wonderful World of Cease A Leo em 1999. Ele alcançou a posição #26 na Billboard 200 e #3 no Top R & B / Hip-Hop Álbuns, com participações de Jay Z, Lil' Kim e Bristal. Em 2005, Cease Lil ', Banger e MC Klepto reuniram a Junior M.A.F.I.A. e lançaram o segundo álbum do grupo, Riot Musik.
Em janeiro de 2009, Lil' Cease produziu “Letter to B.I.G.”, de Jadakiss que fez parte da trilha sonora do filme Notorious.

## Discografia
Álbuns de estúdio
- 1995 - Conspiracy (Com a Junior M.A.F.I.A)
- 1999 - The Wonderful World of Cease A Leo
- 2005 - Riot Musik (Com a Junior M.A.F.I.A)

Mixtapes
- 2009 — Junior M.A.F.I.A.: The Lost Files
- 2010 — Everything Is Hard Body Vol. 1
- 2014 — Lil Cease & the Mafia Dons “Riding for the King (Com a Junior M.A.F.I.A e Máfia Dons)

## Participacões
| Ano  | Música                                                                                               | Álbum                                        |
| ---- | --- | -------------------------------------------- |
| 1996 | "Big Momma Thang" (Lil' Kim featuring Lil' Cease and Jay Z)                                          | Hard Core                                    |
| 1996 | "Crush on you" (Lil' Kim featuring Lil' Cease)                                                       | Hard Core                                    |
| 1997 | "Cheat On You" (Mase featuring Lil' Cease, Jay Z & 112)                                              | Harlem World                                 |
| 1997 | "Lose My Cool" (SWV featuring Lil' Cease)                                                            | Release Some Tension                         |
| 1997 | "Back in You Again" (Rick James, Lil' Cease & Lil' Kim)                                              | Money Talks                                  |
| 1999 | "Can I Get Witcha" (The Notorious B.I.G. featuring Lil' Cease)                                       | Born Again                                   |
| 1999 | "I'm Going Out" (Mobb Deep featuring Lil' Cease)                                                     | Murda Muzik                                  |
| 1999 | "Future Sport" (Mister Cee featuring Lil' Cease, Redman, Mr. Bristal & Tone Hooker)                  | How To Rob Cee                               |
| 2000 | Revolution" (Lil' Kim featuring Grace Jones & Lil' Cease)                                            | The Notorious K.I.M.                         |
| 2000 | "Off the Wall" (Lil' Kim featuring Lil' Cease)                                                       | The Notorious K.I.M.                         |
| 2000 | "Crime Life" (DJ Clue? featuring Ja Rule, Lil' Cease & Memphis Bleek)                                | DJ Clue Presents - Backstage Mixtape         |
| 2000 | "What's His Name" (DJ Whoo Kid featuring The Notorious B.I.G., Lil' Cease, Lil' Kim & Memphis Bleek) | Murda Mixtape                                |
| 2001 | "Chinatown" (DJ Clue? featuring Lil' Kim, Lil' Cease & Junior M.A.F.I.A.)                            | The Professional 2                           |
| 2001 | "Nothing Wrong" (DJ Clue? featuring Lil' Kim, Banger & Lil' Cease)                                   | Stadium Series Part 1: Mixtapes For Dummies  |
| 2007 | "Set Us Free" (Ameer featuring Lil' Cease)                                                           | The 25th - Hour Enter The Zone               |
| 2009 | "Talk Go Through Us" (Fabolous featuring Lil' Cease)                                                 | Return Of Mr. Fab                            |
| 2010 | "R7B Bitch" (BMF featuring Lil' Cease, Blue Davinci & Oweee)                                         | BMF - Street Certified                       |
| 2011 | "Own Man" (Chinx featuring Lil' Cease)                                                               | Cocaine Riot                                 |
| 2011 | "Smokin Blunts" (Mistah F.A.B. featuring Lil' Cease & Jay Rock)                                      | The Grind Is a Terrible Thing to Waste Pt. 2 |
| 2011 | "Where You From" (Smoothe da Hustler featuring Trigger Tha Gambler & Lil' Cease)                     | Violenttimes Day 2                           |
| 2011 | "Company" (Mr. Cheeks & The Lost Boyz Mafia featuring Lil' Cease, B.o.B, L.V. & P. Cardni)           | Revolver Edition                             |
| 2011 | "Money All The Time" (F.T (Fuc-that) featuring Lil' Cease)                                           | The Brooklyn Beast                           |
| 2013 | "Bury The Hatchet" (DJ Kay Slay featuring Outlawz & Lil' Cease)                                      | Rhyme Or Die                                 |

## Filmografia
- Chronicles of Junior M.A.F.I.A. (2004)
- Reality Check: Junior Mafia vs Lil Kim (2006)
- Dave Chappelle's Block Party (2006)
- Life After Death: The Movie (2007)